# 카데이샤 뷰캐넌
카데이샤 뷰캐넌(영어: Kadeisha Buchanan, 1995년 11월 5일 ~ )은 캐나다의 여자 축구 선수로 포지션은 수비수이다. 현재 잉글랜드 FA 여자 슈퍼리그의 첼시 FC 위민에서 활동하고 있다.

## 경력 초반
토론토에서 태어나서 온타리오주 브램턴에서 성장한 뷰캐넌은 한부모 가정에서 태어난 7명의 딸들 가운데 막내이다. 뷰캐넌의 부모는 모두 자메이카 출신인데 아버지는 세인트토머스구 출신이고 어머니는 몬테고베이 출신이다. 카데이샤는 토론토 도시권, 그 중에서도 브램턴과 미시소가에서 성장했다. 뷰캐넌에게는 총 11명의 형제자매가 있다.
뷰캐넌은 브램턴에 위치한 카디날 레저 중학교 일반학과에 등록한 다음에 축구 이외에 미식축구, 배구, 농구를 즐겼고 개릿 포드 아카데믹 아너 롤(Garret Ford Academic Honor Roll) 과정에 합격했다. 뷰캐넌은 미국 웨스턴버지니아 대학교에 입학한 다음에 웨스트버지니아 마운티니어스 여자 축구단에서 팀의 공동 주장을 맡으면서 수많은 영예를 안았다. 또한 빅12 커미셔너스 아너 롤 자격을 획득하기도 했다.

## 클럽 경력
뷰캐넌은 2013년에 USL W리그 소속 여자 축구 클럽인 토론토 레이디 링크스에 합류하여 4경기에 출전했다. 2014년에는 오타와 퓨어리로 자리를 옮겨 1경기에 출전했다. 2016년 6월에는 리그1 온타리오 소속 여자 축구 클럽인 본 아주리에 합류했지만 1경기 출전에 그쳤다.
뷰캐넌은 웨스트버지니아 대학교를 졸업한 이후에 2017년 내셔널 위민스 사커 리그가 실시되기 이전까지 높은 잠재력을 평가받았다. 뷰캐넌은 2016년 12월에 캐나다 여자 축구 국가대표팀 동료인 애슐리 로런스와 함께 유럽으로 이적하겠다는 의사를 밝혔고 2017년 1월에 프랑스 디비지옹 1 페미닌 소속 여자 축구 클럽인 올랭피크 리옹 페미닌과의 계약을 체결했다. 2018년 6월에는 올랭피크 리옹과의 계약을 2022년까지 3년 정도 연장했다.

## 국가대표 경력
뷰캐넌은 14세 시절이던 2010년에 있었던 캐나다 청소년 프로그램에 선발되었으며 과테말라에서 개최된 2012년 CONCACAF U-17 여자 축구 선수권 대회에서 캐나다의 준우승에 기여했다. 뷰캐넌은 고등학교에 재학 중이던 2013년 1월 12일에 중국 충칭에서 열린 열린 중국과의 친선 경기에 처음 출전하면서 캐나다 여자 축구 국가대표팀에서 가장 어린 선수 가운데 하나가 되었다.
뷰캐넌은 2014년 5월 8일에 캐나다 매니토바주 위니펙에서 열린 미국과의 친선 경기에서 자신의 국가대표팀 첫 골을 기록했는데 캐나다는 미국과 1-1 무승부를 기록했다. 뷰캐넌은 2013년 캐나다 U-20 여자 올해의 선수로 선정되기도 했으며 캐나다에서 개최된 2014년 FIFA U-20 여자 월드컵에서 캐나다의 8강전 진출에 기여했다.
뷰캐넌은 캐나다에서 개최된 2015년 FIFA 여자 월드컵에서 캐나다의 8강전 진출에 기여하는 한편 대회 영 플레이어 상을 수상하는 영예를 안았다. 또한 2015년 캐나다 올해의 여자 축구 선수로 선정되었고 2015년 FIFA 발롱도르 후보에 오르기도 했다. 2016년 리우데자네이루 하계 올림픽에서는 5경기에 선발 출전하여 캐나다의 여자 축구 동메달에 기여했다. 프랑스에서 개최된 2019년 FIFA 여자 월드컵에서는 카메룬과의 조별 예선 경기에서 결승골을 기록하여 캐나다의 1-0 승리에 기여하는 한편 캐나다의 16강전 진출을 이끌었다.
뷰캐넌은 2020년 2월 9일에 미국 카슨에서 열린 미국과의 2020년 CONCACAF 올림픽 여자 축구 최종 예선 결승전 경기에서 A매치 100경기 출전 기록을 세웠는데 캐나다는 미국에 0-3 패배를 기록했다. 2020년 도쿄 하계 올림픽에서는 6경기에 선발 출전하여 캐나다의 올림픽 여자 축구 금메달에 기여했다.

## 수상

### 클럽
올랭피크 리옹
- 디비지옹 1 페미닌 4회 우승 (2016-17, 2017-18, 2018-19, 2019-20)
- 쿠프 드 프랑스 페미닌 3회 우승 (2016-17, 2018-19, 2019-20)
- UEFA 여자 챔피언스리그 4회 우승 (2016-17, 2017-18, 2018-19, 2019-20)

### 국가대표
- 2012년 CONCACAF U-17 여자 축구 선수권 대회 준우승
- 2015년 중국 4개국 친선 여자 축구 대회 우승
- 2016년 알가르브컵 우승
- 2016년 리우데자네이루 하계 올림픽 여자 축구 동메달
- 2020년 도쿄 하계 올림픽 여자 축구 금메달

### 개인
- 2015년 FIFA 여자 월드컵 영 플레이어 수상[17]
- 2015년 FIFA FIFPro 월드 베스트 일레븐 선정[18]
- 2016년 하드먼상(Hardman Award) 수상 (웨스트버지니아 대학교에서 아마추어 선수를 대상으로 하여 수여하는 상)[19]
- 2016년 허먼 트로피(Hermann Trophy) 여자부 수상[20][21]
- 캐나다 올해의 여자 축구 선수 3회 수상 (2015년, 2017년, 2020년)[22]

## 같이 보기
- 올림픽 축구 메달리스트 목록